# Love (låt av Anjeza Shahini)
"Love" är en låt på albanska framförd av sångerskan Anjeza Shahini. Låten är skriven av Skënder Sherifi och komponerad av Edmond Zhulali. Zhulali har tidigare komponerat Shahinis låt "The Image of You", som hon deltog i Eurovision Song Contest 2004 med. Med "Love" ställde Shahini upp i Festivali i Këngës 51, Albaniens uttagning till Eurovision Song Contest 2013. Hon lottades att delta i den andra semifinalen, med startnummer 6, vilken hon tog sig vidare till finalen från.
"Love" är Shahinis fjärde bidrag i Festivali i Këngës. Tidigare har hon ställt upp med "Imazhi yt" (The Image of You), som hon vann med. Därefter ställde hon år 2005 upp i Festivali i Këngës 44 med "Pse ndal", med vilken hon lyckades ta sig till final. Hennes tredje bidrag blev "Në pasqyrë" år 2009, med vilket hon slutade tvåa bakom Juliana Pasha. Eftersom hon tog sig till final med "Love" har hon lyckats med bedriften att ta sig till final alla gånger hon ställt upp i tävlingen.